# هارولد رو بارتل
هارولد رو بنت استوردیوانت بارتل (Harold Roe Bennett Sturdyvant Bartle) (زادهٔ ۲۵ ژوئن ۱۹۰۱ – درگذشتهٔ ۹ می ۱۹۷۴)، بازرگان، نوع‌دوست، مدیر اجرایی و سخنران عمومی اهل ایالات متحده بود که برای دو دوره به عنوان شهردار کانزاس‌سیتی، میزوری خدمت کرد. پس از اینکه بارتل تیم فوتبال دالاس تگزان در لیگ فوتبال آمریکایی را در ۱۹۶۲ میلادی به کانزاس‌سیتی کشاند، مالک این باشگاه لمار هانت، نام این تیم را به افتخار کنیه بارتل که «ارشد» (د چیف) بود، به تیم کانزاس سیتی چیفس تغییر داد.

## اوایل زندگی و تحصیلات
بارتل در ریچموند، ویرجینیا بدنیا آمد و تنها فرزند ساموئل دون بارتل، مهاجر انگلیسی و کشیش و «ادا ما رو» اهل شمال ایلینوی بود. خانواده بارتل یک خانواده موسیقی دوست بود، از اینرو هارولد زمانی که تنها سیزده سال سن داشت در کلیسای پدر خود پیانو و ارگ می‌نواخت. در همان سال وی همچنین تلاش نمود تا وارد ارتش شود، اما پدرش مدرک سن وی را فراهم نموده و وی را از ارتش اخراج کرد.
بارتل از ۱۹۱۶ تا ۱۹۲۰ میلادی در آکادمی نظامی فورک یونیون آموزش دید، جاییکه پدر وی مضمون تاریخ و علوم نظامی تدریس می‌کرد. هنگام حضور در این آکادمی، رو (تأکید می‌کرد تا به این نام شناخته شود) به قهرمان مناظره‌کننده مبدل شد. بارتل در ۱۹۲۰ میلادی در دانشگاه چتانوگا پذیرفته شده و توانایی خود به عنوان یک ورزشکار طبیعی را به اثبات رساند، اما برای مدت زمان زیادی از سینه‌پهلو رنج برد. از اینرو وی دوباره به نزد خانواده‌اش که در آن زمان در لبنان، کنتاکی ساکن بودند برگشته و در ۱۹۲۱ میلادی مدرک حقوق خود از کالج حقوق همیلتون، مدرسه حقوق آنلاین مستقر در شیکاگو، کسب کرد.

## زندگی شخصی
بارتل در لبنان با مارگارت آن کارولین جارویس آشنا شده و آنها در ۲۶ سپتامبر ۱۹۲۳ در سنت جوزف، میزوری، جاییکه پدرش به عنوان کشیش گماشته شده بود ازدواج کردند. خانواده بارتل یک فرزند داشتند، مارگارت رو «جیمی» بارتل تیلور. بارتل با داشتن ۶ فوت ۴ اینچ قد، قبل از ازدواج بیش از ۲۰۰ پوند وزن داشت و به وزن گرفتن ادامه داد تا اینکه وزن وی در مقطعی به حدود ۳۷۵ پوند رسید.

## حرفه پیشاهنگی
بارتل در ۱۹۲۰ میلادی (قبل از اینکه مدرک آنلاین خود را به اتمام برساند) اجازه فعالیت به عنوان وکیل دادگستری را در کنتاکی دریافت نموده و در یک بنگاه واقع در لبنان به کار آغاز کرد؛ وی همچنین از ۱۹۲۰ – ۱۹۲۲ میلادی به عنوان دادستان در لبنان کار کرد. با این همه، بارتل در حوزه‌های سازماندهی و تبلیغات ماهر بود و نمی‌خواست تا کل زندگی خود را در بخش حقوق بگذراند. بارتل مسئولیت سرپرستی از یک نیروهای پیشاهنگی پسران در لبنان را بر عهده داشت و وی در ۱۹۲۳–۲۴ میلادی سمتی را به عنوان مدیر اجرائی شورای شایان سازمان پیشاهنگی پسران آمریکا در کسپر، وایومینگ پذیرفت که وظایف وی شمال نظارت از کل ایالت می‌شد. وی از ۱۹۲۵ تا ۱۹۲۸ میلادی سمت مشابهی در سنت جوزف، میزوری داشت و از ۱۹۲۸ تا ۱۹۵۵ میلادی وی مدیر اجرائی پیشاهنگی در منطقه کانزاس‌سیتی این شورا بود.
بارتل یک برنامه افتخاری کمپینی تحت نام قبیله میکوسی (Tribe of Mic-O-Say)، را در ۱۹۲۵ میلادی در اجانسی، میزوری در کمپ برینتون ایجاد نمود. وی برنامه قبیله میکوسی را به یک کمپ پسران پیشاهنگی در اوسکیئولا، میزوری آورد. این کمپ که در آن زمان به کمپ اوسکیئولا یاد می‌گردید، بعدتر به افتخار وی به اچ. رو بارتل اسکاوت ریزرویشن تغییر نام داده شد. چیزی که رو در رابطه با این برنامه‌ها الهام می‌بخشید، سالهایی بود که وی در وایومینگ گذرانده بود.

## حرفه تجاری
هنگام خدمت به عنوان مدیر اجرایی پیشاهنگی، بارتل در کارهای بازرگانی سودآور نیز دخیل شده و تصمیم‌های سرمایه‌گذاری زیرکانه اتخاذ کرد. وی همچنین در هیئت مدیره چندین شرکت سهامی و بانک خدمت کرد، از جمله بزرگترین بازرگان مستقل مشروبات الکلی در میزوری. طبق گفته دختر وی، زمانی که دوست پدرش رئیس‌جمهوری هری ترومن از وی درخواست نمود تا رئیس منطقه‌ای اداره ثبات اقتصادی شود، بارتل مجبور شد از عضویت ۵۷ هیئت مدیره استعفا دهد تا از بروز تضاد منافع ممکنه جلوگیری نماید.
به عنوان یک سخنران عمومی، وی همواره در سازمان‌های سیاسی، برادری، آموزشی، مذهبی، مدنی، تجاری و خدماتی سخنرانی می‌کرد. (او صدای غنی و پرقدرت داشت و باری در شهر نیس، فرانسه باعث ترکیدن سیستم بلندگو شد) زمانی که وی وارد انتخابات شهرداری شد، او سالانه حدود ۲۰۰ سخنرانی ایراد می‌کرد و از سخنرانی خود حدود ۱٬۰۰۰ دلار فیس دریافت می‌کرد. یکی از مسئولین باشگاه خدمات به حدی مبهوت سخندانی و شوخ‌طبعی بارتل شده بود که اعلام نمود، بارتل «یکی از پویاترین سخنرانی‌های را که انسان در تاریخ شنیده‌است» را ایراد نمود. یک گزارشگر اندکی شکاک اضافه نمود که، با این وجود «آنچه که او گفت… ثبت نشده بود».
پولی را که بارتل از طریق سرمایه‌گذاری در سکتور خصوصی بدست می‌آورد برای تأمین هزینه مالی خدمات عمومی خود به مصرف می‌رساند، چیزی که به وی این امکان را فراهم می‌نمود تا هزینه مالی سازمانهای که در آنها سهم داشت را تأمین نماید. به عنوان مثال، وی برای مدت ۳۰ سال حقوقی را که از پیشاهنگی پسران دریافت می‌کرد به مؤسسه عمومی خود اهدا می‌نمود. به گفته خود وی، سه نوع بارتل وجود داشت، «بارتلی که پول کسب می‌کرد، بارتلی که بخشش می‌کرد و بارتلی که رایگان کار می‌کرد».

## فعالیت‌های مدنی، نوع‌دوستانه و مذهبی
بارتل ظاهراً مصمم بود تا در حد امکان در مؤسسات خیریه بیشتری اشتراک نماید. وی عضویت سی هیئت و کمیسیون نوع‌دوستانه را پذیرفت و همزمان به‌طور غیرحضوری در امور اجرائی تمامی آنها شرکت می‌کرد. در جریان جنگ جهانی دوم، وی به عنوان مدیر ارشد سازمان پدران جنگ آمریکا (American War Dads) که یک سازمان متمرکز بر رفاه سربازان بود، خدمت کرد. پس از جنگ، بارتل از ۱۹۴۵ تا ۱۹۵۲ میلادی به عنوان رئیس کالج میزوری والی، مدرسهٔ کوچک مختلط منتسب به کلیسای پرسبیترین کمبرلند، خدمت کرد.
زمانی که وی به عنوان رئیس این کالج خدمت می‌کرد، وی سازمان نوع‌دوستانهٔ بنام بنیاد انسانی آمریکا، حالا معروف به ائتلاف رهبری غیرانتفاعی است، را در ۱۹۴۸ میلادی در کالج میزوری والی بنیانگذاری نموده و ۱۰۰٬۰۰۰ دلار به این بنیاد اهدا نمود. این برنامه که حالا در سطح کشور در هفتاد و پنج کالج و دانشگاه فعالیت دارد، دانشجویان را برای رهبری سازمان‌های غیرانتفاعی خدمات عمومی مانند پیشاهنگی پسران، باشگاه دختران آتش (Camp Fire Girls) و انجمن زنان جوان مسیحی (YWCA) آماده می‌سازد.
بارتل از ۱۹۳۱ تا ۱۹۴۶ میلادی به عنوان رئیس ملی سازمان برادری آلفا فی اومگا خدمت کرد. زمانی که وی تصدی این سازمان را برعهده گرفت، آلفا فی اومگا تنها ۱۸ شعبه داشت، اما زمانی که وی از ریاست کنار رفت تعداد شعبه‌های این سازمان به ۱۰۹ شعبه گسترش یافته بود. گفته می‌شد که بارتل به‌طور شخصی هزینه مالی این سازمان نوبال را تأمین کرد.
بارتل از ۱۹۲۹ میلادی تا هنگام مرگ خود یکی از اعضای راسخ کلیسای مرکزی پرسبیترین در کانزاس‌سیتی بود، اما وی اغلب نمی‌توانست شخصاً در کلیسا حضور یافت، چون معمولاً در جاهای دیگری مشغول وعظ می‌بود. (اگر گاهی از بارتل خواسته می‌شد تا بجای کشیشی که مریض است به کلیسا بیاید، او تنها به زمان لباس پوشیدن و رسیدن به کلیسا نیاز داشت. او می‌توانست در جریان راه خطابه وعظ را آماده سازد) بارتل از ۱۹۶۱ تا ۱۹۶۸ میلادی به عنوان عضو شورای عمومی کلیسای پرسبیترین و از ۱۹۶۲ تا ۱۹۶۶ میلادی به عنوان عضو مجلس عمومی خدمت کرد. وی همچنین یکی از اعضای بنیان‌گذار کنفرانس ملی مسیحیان و یهودیان بود.